# Orion Pictures
Orion Pictures Corporation — американская кинокомпания, производившая и распространявшая фильмы с 1978 по 1998 год. Компания была образована как совместный венчурный проект компании Warner Bros. и трёх руководителей компании United Artists. Хотя компания никогда не входила в число крупнейших игроков кинорынка, она заслужила весьма высокую репутацию. В годы рассвета компании — примерно с 1978 по 1992 — с ней работали такие известные режиссёры, как Джеймс Кэмерон, Вуди Аллен, Оливер Стоун, Пол Верховен. Среди фильмов Orion Pictures четыре получили «Оскар» как лучшие фильмы года: «Амадей», «Взвод», «Танцующий с волками» и «Молчание ягнят».
Компания объявила о банкротстве в 1998 году и была выкуплена компанией MGM, к которой перешли права почти на все фильмы Orion Pictures кроме ряда ранних лент, правами на которые ныне владеет Warner Bros., и ряда телевизионных прав, находящихся в собственности Paramount Pictures. 
В 2013 году компания вернулась в телевизионное производство и стала одним из создателей судебного шоу Paternity Court.